# Augastes
Augastes (vizierkolibries) is een geslacht van vogels uit de familie kolibries (Trochilidae) en de onderfamilie Polytminae. Het geslacht telt twee soorten.
- Augastes lumachella  – Groenbuikvizierkolibrie
- Augastes scutatus  – Blauwbuikvizierkolibrie